# Gare d'Orléans
Pour les articles homonymes, voir gare d'Orléans (homonymie).
La gare d'Orléans est une gare ferroviaire française située sur le territoire de la commune d'Orléans, dans le département du Loiret, en région Centre-Val de Loire.
C'est une gare de la Société nationale des chemins de fer français (SNCF), desservie par les trains des réseaux Interloire et TER Centre-Val de Loire.

## Situation ferroviaire

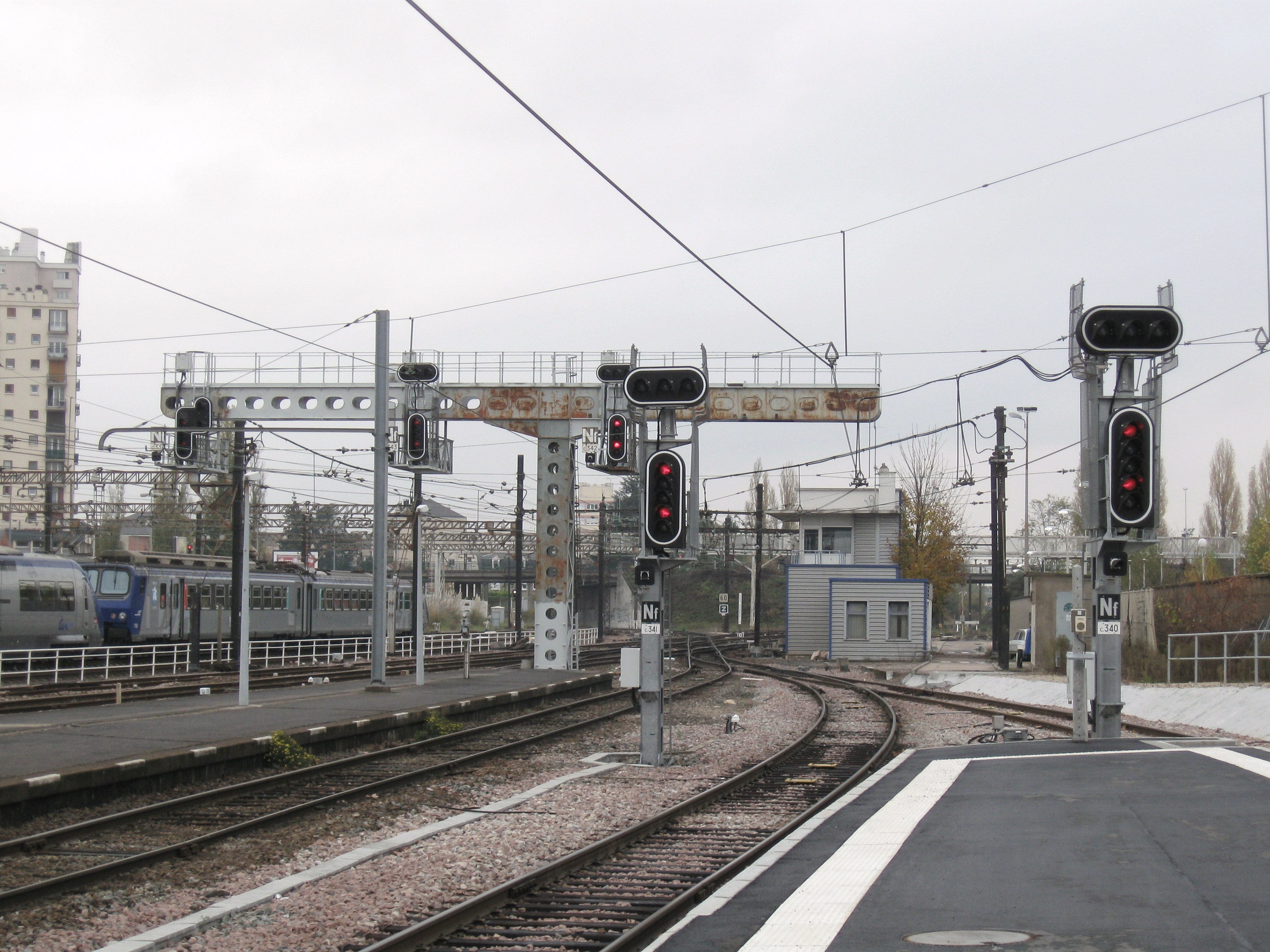
Les voies en sortie de gare en 2008.

Gare en impasse et de bifurcation, elle est située au point kilométrique (PK) 121,030 de la ligne des Aubrais - Orléans à Orléans et au PK 72,1 de la ligne de Chartres à Orléans exploitée en trafic fret. Elle est aussi l'origine de la ligne d'Orléans à Gien partiellement déclassée, du raccordement d'Orléans vers Vierzon et du raccordement d'Orléans vers Tours. Son altitude est de 114 mètres.

## Histoire
Le chemin de fer arrive officiellement à l'embarcadère d'Orléans — on ne parlait pas encore de gare — le 2 mai 1843, premier jour de l'inauguration de la ligne par la compagnie du chemin de fer de Paris à Orléans (PO). L'inauguration se poursuit le 3 mai. La mise en service commerciale a lieu le jeudi 4 mai 1843 avec trois allers et retours entre Paris et Orléans, les départs se faisant à la même heure, 7 heures, midi et 17 heures (dans la gare actuelle, une plaque donne le 7 mai 1843 comme jour inaugural). Le bâtiment voyageurs construit cette même année 1843, d'une longueur de 215 mètres pour 26 m de largeur et 14 m de hauteur, composé de trois nefs, est entièrement couvert. Il comporte deux cours fermées d'une grille, l'une permettant l'entrée des voyageurs et l'accès aux salles d'attente, l'autre, la sortie et les correspondances avec les différents moyens de transports hippomobiles, diligences, omnibus et fiacres.
Vers 1855 (voir illustration ci-dessous), l'emprise de la gare occupe déjà une surface importante avec un système complexe de voies et des bâtiments annexes, notamment un dépôt de locomotives.
En octobre de la même année, la ville d'Orléans propose de faire modifier le tracé du circuit interne à la commune  de la ligne de chemin de fer vers Tours et Vierzon.
Cette première gare est transformée et agrandie en 1876 et 1880 ; elle est détruite en 1902 et la compagnie du PO en construit une nouvelle qui sera fortement endommagée pendant la Seconde Guerre mondiale. Démolie, elle sera remplacée par une troisième gare inaugurée le 2 mai 1965. Cette nouvelle construction sera intégrée en 1988 au centre commercial Place d'Arc.
Les premières discussions autour du projet d'une nouvelle transformation de la gare d'Orléans remontent à 1997, année durant laquelle Jean-Pierre Sueur était maire d'Orléans. Elles se poursuivent durant le mandat de Serge Grouard et aboutissent en 2003. Les travaux sont lancés mais sont rapidement interrompus. De nouvelles négociations sont nécessaires et le chantier ne démarre réellement qu'en 2005.
De 2005 à 2007, la gare est en travaux. L'ancienne gare a été détruite et un nouveau hall de voyageurs est conçu par les architectes d'AREP (bureau d'études intégré de la SNCF), Jean-Marie Duthilleul et François Bonnefille. Il s'agit d'une structure en double nef (ou double vague) dont la toiture est constituée à 80 % d'aluminium et à 20 % de verre. La charpente en tubes cintrés a été réalisée par l'entreprise ACML du Groupe Fayat. Le hall a une longueur de 73 m, une largeur de 44 m et une hauteur de 17 m. À l'intérieur de ce hall a été placé un cube de verre, métal et bois afin d'y héberger les bureaux de vente et la salle d'attente,.
Le coût des travaux est de 38,7 millions d'euros HT (valeur 2003) pris en charge par la région Centre (11,6 millions), la structure intercommunale Agglomération Orléans Val de Loire (10,7), la SNCF (9,1), la ville d'Orléans (7,3) et la société privée gérant le centre commercial Place d'Arc (0,5).
Cette quatrième gare d'Orléans est inaugurée le 18 janvier 2008, les travaux de liaisons n'étant alors pas terminés.
De 2000 à 2011, elle était desservie par les relations Aqualys (Paris – Tours), et par un train Intercités quotidien jusqu'à Lyon.
En mars 2014, les raccordements vers le centre commercial Place d'Arc et vers la station Gares d'Orléans de la ligne A du tramway sont terminés.

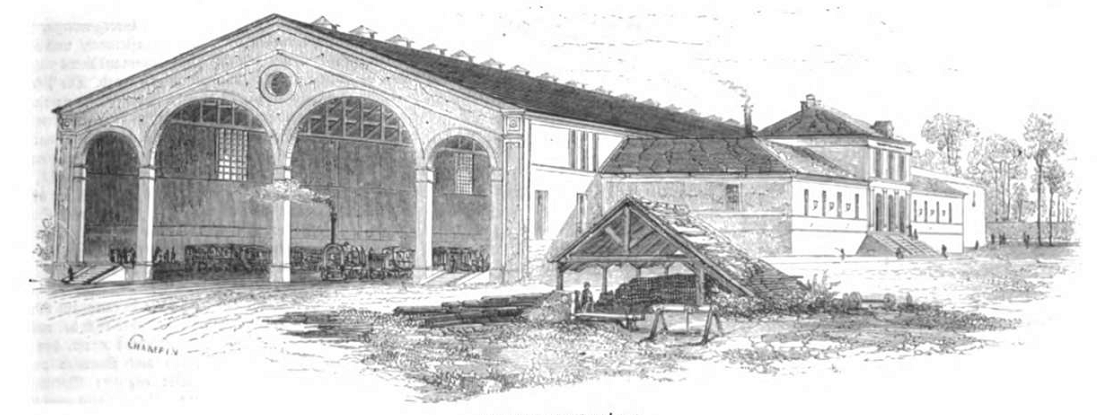
La première gare, vers 1843.
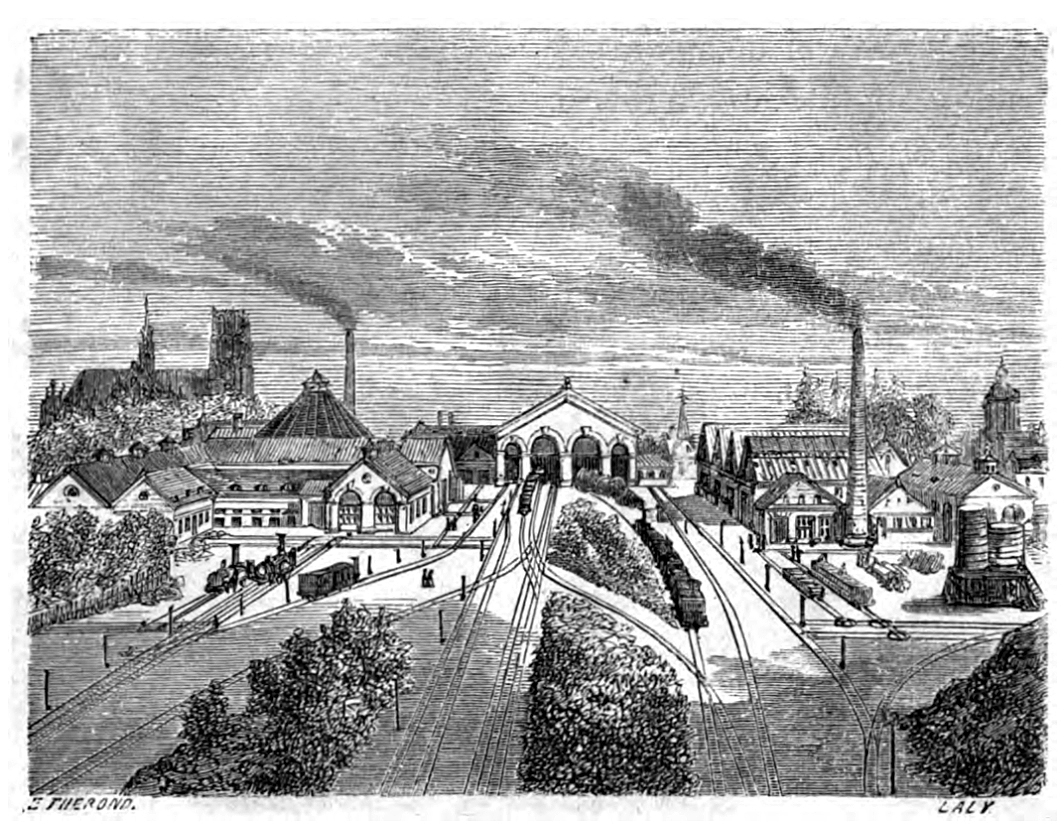
La première gare, vers 1855.

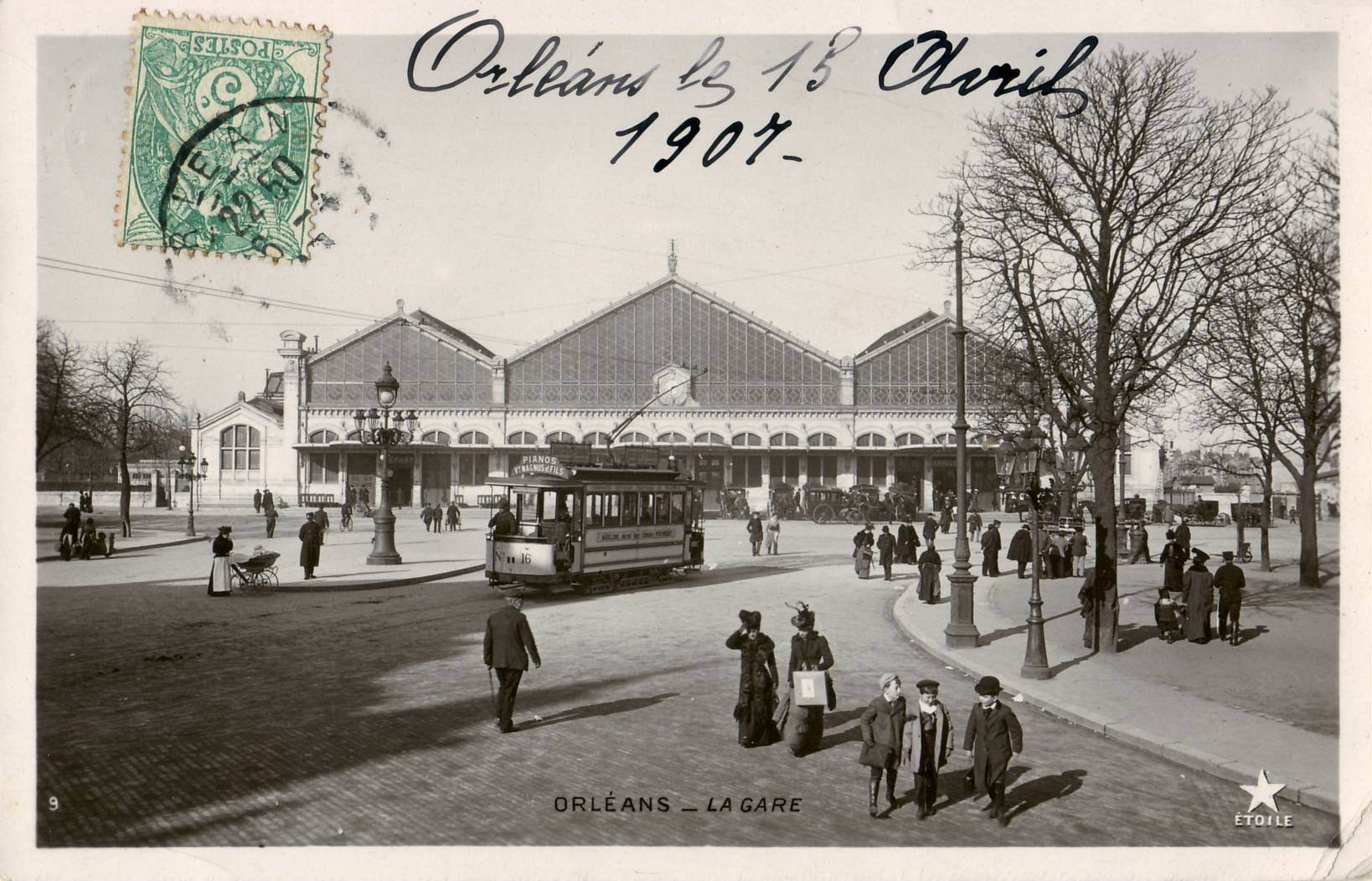
La seconde gare, au début du XXe siècle...
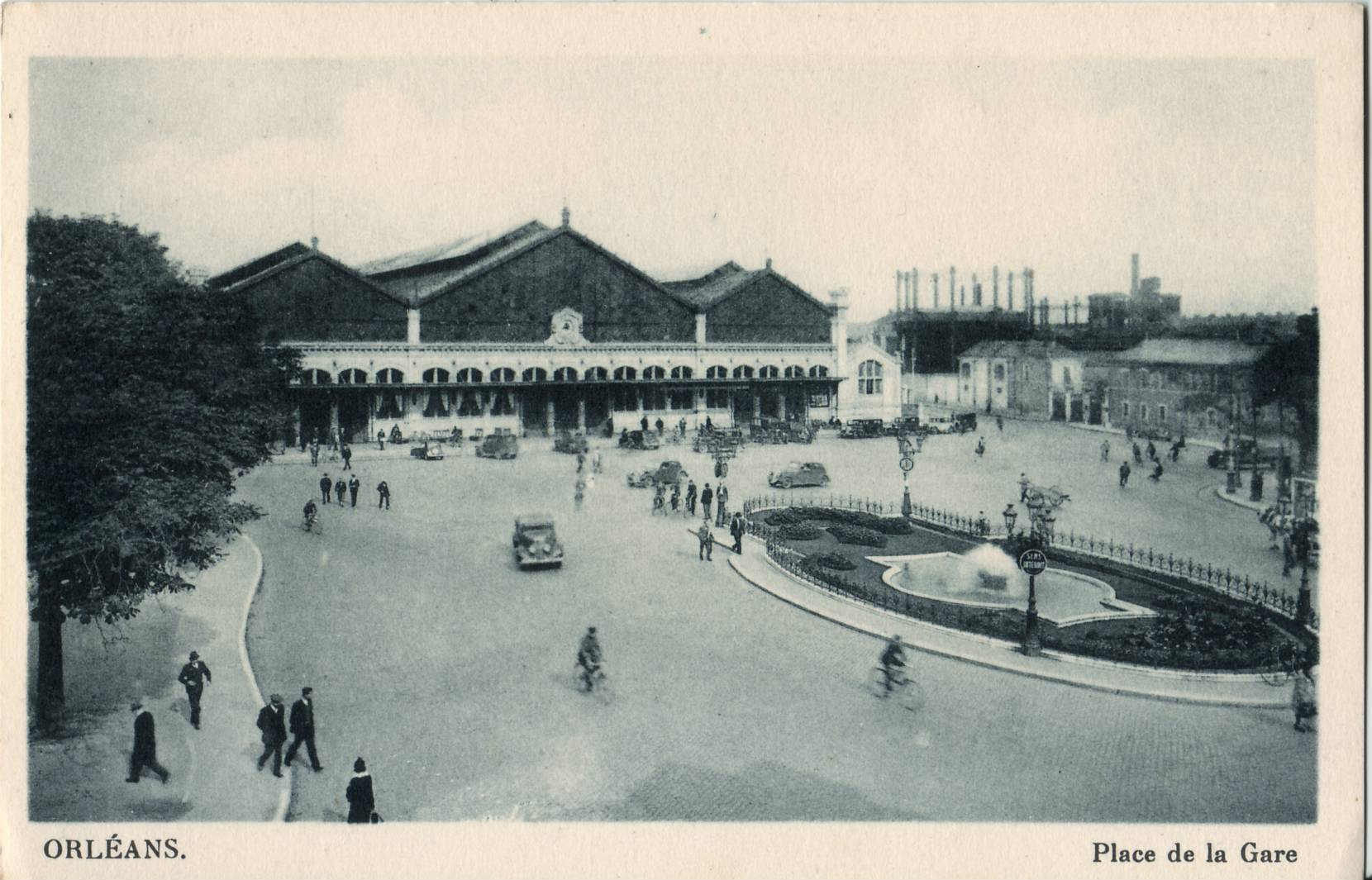
... et dans les années 1930.
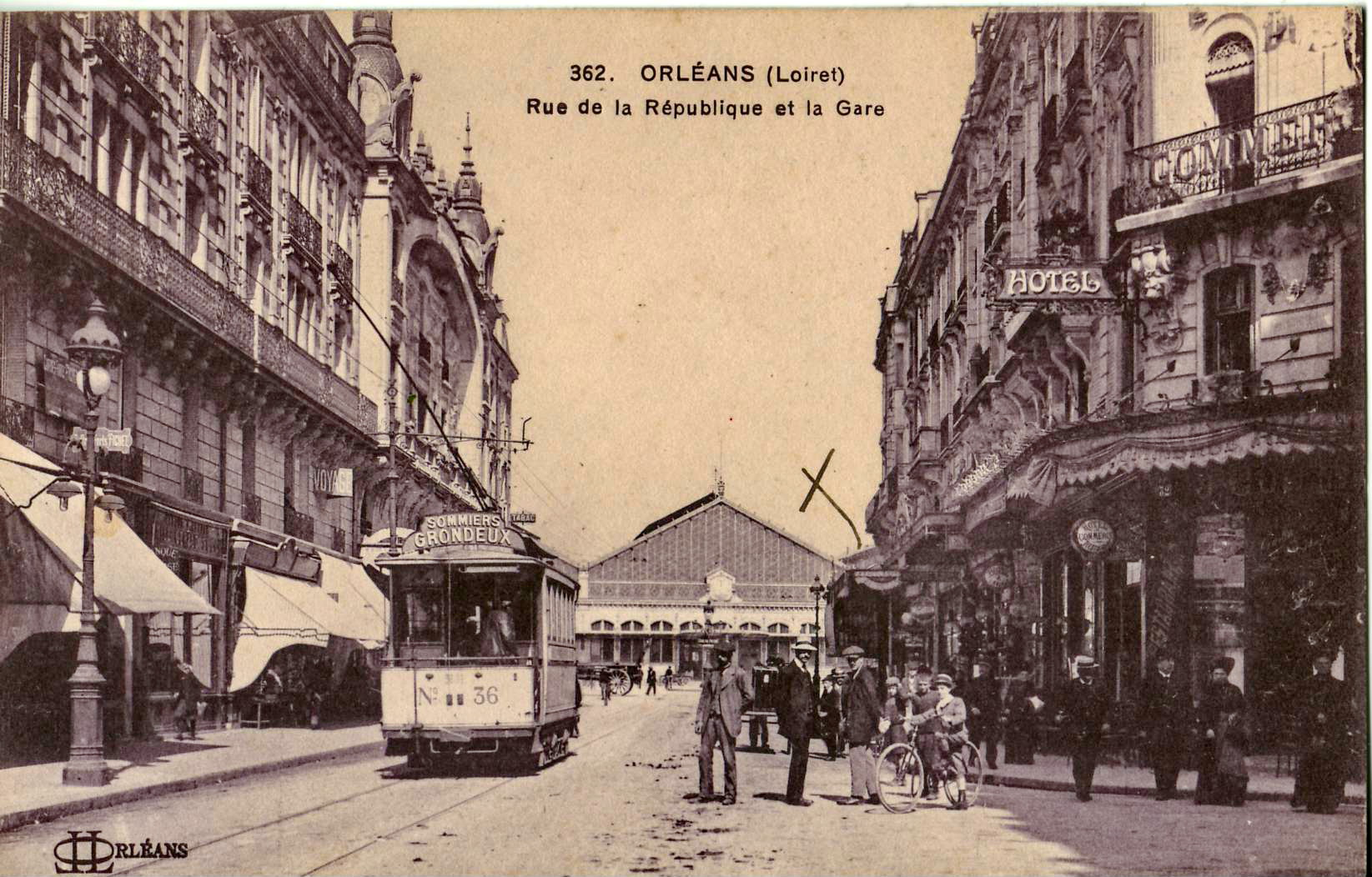
La gare, au débouché de la rue de la République, dans les années 1920, avec une rame de l'ancien tramway d'Orléans.

## Fréquentation
De 2015 à 2023, selon les estimations de la SNCF, la fréquentation annuelle de la gare s'élève aux nombres indiqués dans le tableau ci-dessous.
| Année     | 2015      | 2016      | 2017      | 2018      | 2019      | 2020      | 2021      | 2022      | 2023      | 2024      |
| --------- | --------- | --------- | --------- | --------- | --------- | --------- | --------- | --------- | --------- | --------- |
| Voyageurs | 3 557 414 | 3 407 093 | 3 680 857 | 3 436 479 | 3 417 122 | 2 071 845 | 2 885 388 | 4 420 737 | 4 853 108 | 5 221 422 |

## Service des voyageurs

### Accueil
Gare de la SNCF, elle dispose d'un bâtiment voyageurs, équipé d'un guichet et de distributeurs automatiques de titres de transport régionaux.
Elle est équipée de deux quais centraux et de deux quais latéraux, encadrant six voies.

### Desserte
La gare est desservie par les relations suivantes (réseau TER Centre-Val de Loire) :
- Paris – Orléans (trains directs ou omnibus) ;
- Le Croisic – Saint-Nazaire – Nantes – Orléans (Interloire) ;
- Tours – Orléans ;
- Orléans – Vierzon – Châteauroux – Limoges ;
- Nevers – Bourges – Orléans.

Par ailleurs, le diocèse d'Orléans affrète un TGV, lors de pèlerinages à Lourdes,.
Elle est l'une des quatre gares d'Orléans Métropole intégrées au TER-Bus, qui permet d'utiliser les TER entre ces quatre gares avec un titre de transport urbain.

### Intermodalité

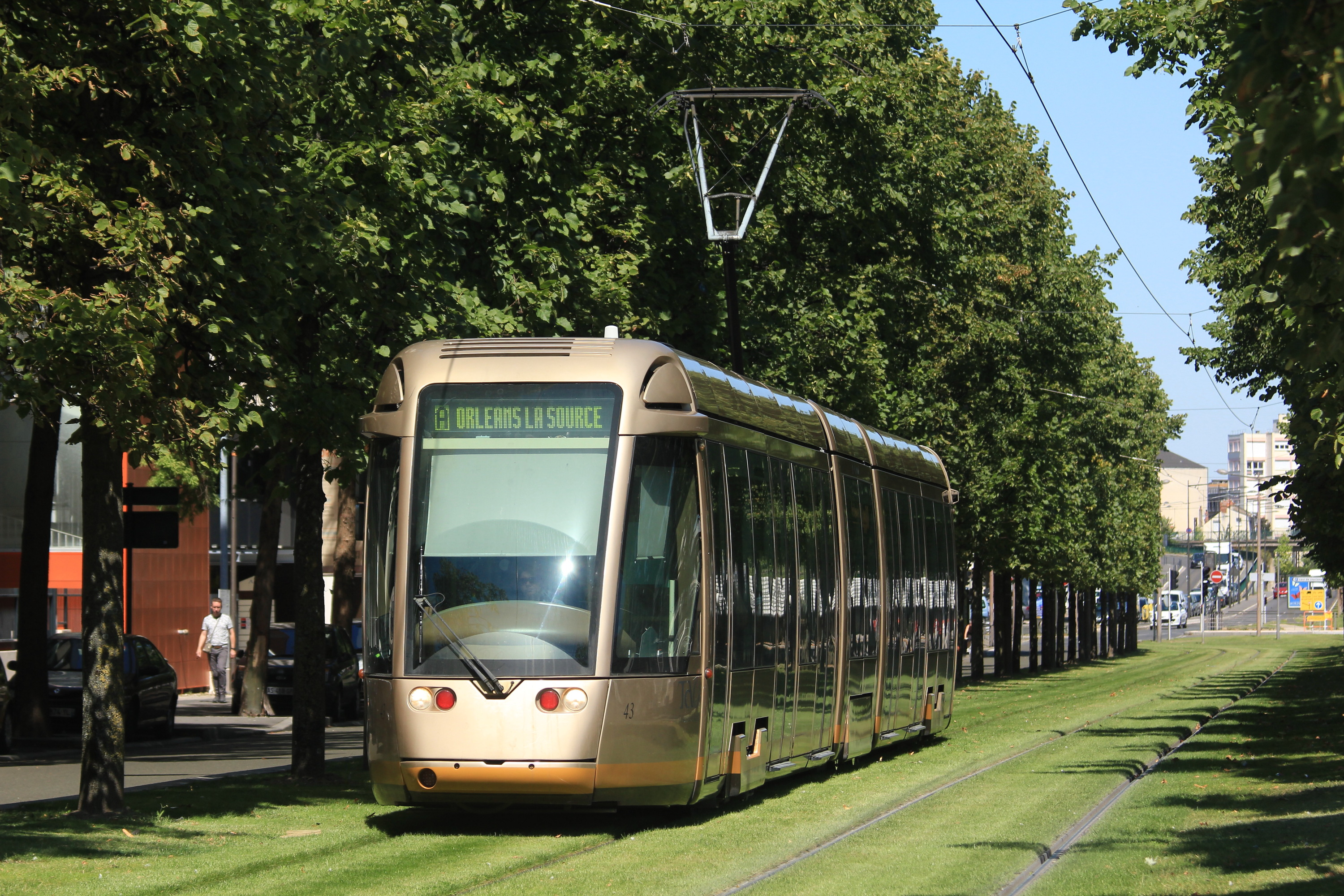
La gare est desservie par la ligne A du tramway d'Orléans, vu ici le long de la gare, avenue de Paris.

La gare est desservie par la ligne A du tramway d'Orléans (station Gare d'Orléans), par les lignes 1, 2, 3, 4, 5, 6, 7, 11, 25, 40, 41, 42, 43, 44, 45, O, N, IC et CO du réseau de bus TAO ainsi que par le réseau Vélo'+. Un parking pour les véhicules et les vélos y est aménagé.

## Technicentre
À l'emplacement de l'ancienne gare aux marchandises, supprimée en 2020, un technicentre SNCF destiné à l'entretien des Regio 2N du Réseau de mobilité interurbaine de la région Centre-Val de Loire est inauguré le 29 novembre 2022,.

## Au cinéma
Une scène du film Police Python 357 a été tournée dans l'ancienne troisième gare d'Orléans.
Des scènes du film L'Étudiante et Monsieur Henri, réalisé en 2015, ont été tournées dans la gare,.

## Galerie de photographies

L'entrée principale et la station Vélo'+.
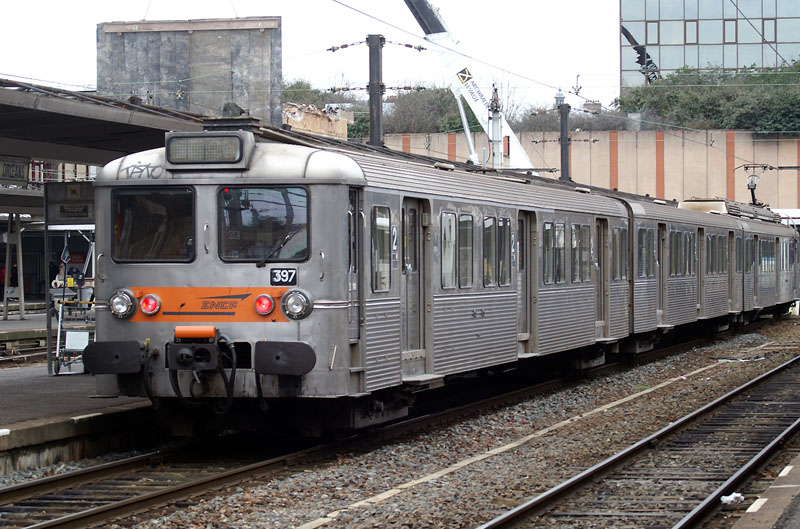
L'ancienne navette d'Orléans aux Aubrais.
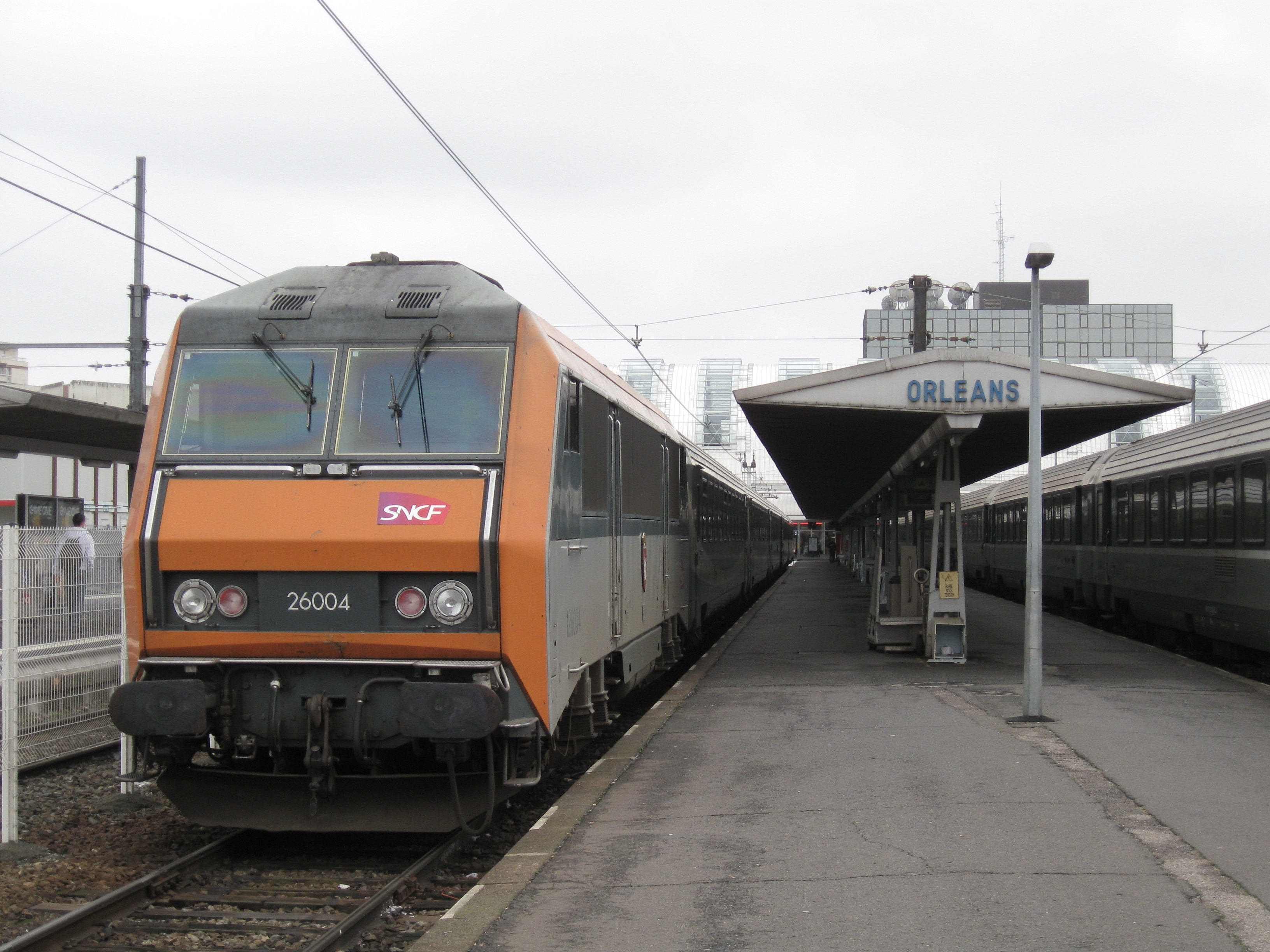
Vue d'un des quais centraux.